# Chaeteessa nigromarginata
Chaeteessa nigromarginata är en bönsyrseart som beskrevs av Julián A.Salazar 2004. Chaeteessa nigromarginata ingår i släktet Chaeteessa och familjen Chaeteessidae. Inga underarter finns listade i Catalogue of Life.